# سامبيوسي
سامبيوسي (بالإيطالية: Sambuci)‏، هي بلدية تقع في منطقة مدينة روما الحضرية بإيطاليا في إقليم لاتيوم، وتقع على بعد حوالي 35 كيلومتر (22 ميل) شرق روما.